# Остапенко Петро Пилипович
Оста́пенко Петро́ Пили́пович  (9 липня 1922, с. Лозовики (нині Попільнянський район Житомирська область Україна) — 4 серпня 2010) — український радянський скульптор, член Спілки художників УРСР (1976), заслужений художник УРСР (1976).

## Біографія
У 1947–1952 роках навчався в Юхима Білостоцького та Еліуса Фрідмана. Працював у галузі станкової і монументальної пластики.

## Твори

### Портрети
- Максима Рильського (бронза, 1956)
- Карла Брюллова (мармур, 1961)
- Олександра Шліхтера (мідь, 1970)

### Меморіальні дошки
- Максимові Рильському на будинку № 14 по вулиці Богдана Хмельницького в Києві (граніт; горельєф; 1965)
- Олександру Мурашку в Києві на будинку № 14 по Малій Житомирській вулиці (у співавторстві з Павлом Кальницьким, 1966, втрачено)
- Зої Гайдай на будинку № 20 по вулиці Євгена Чикаленка в Києві (граніт; барельєф; у співавторстві з Павлом Кальницьким, архітектор Яків Ковбаса, 1970)

### Пам'ятники
- Карлу Марксу та Фрідріху Енгельсу в Петрозаводську (у співавторстві з Юхимом Білостоцьким та Еліусом Фрідманом, 1960).
- Дмитру Менделєєву (погруддя) на станції метро «Університет» у Києві (оргскло, 1960).
- Тарасові Шевченку в м. Звенигородці Черкаської області (штучний камінь, граніт, у співавторстві з Павлом Кальницьким, архітектор Юрій Кисличенко, 1964).
- Василеві Чапаєву в м. Лубнах (чавун, граніт, у співавторстві з Павлом Кальницким, архітектор Юрій Кисличенко, 1966).
- Проєкт пам'ятника Іванові Франку в Івано-Франківську (архітектор Олег Стукалов, не пізніше 1987).[2].
- Максимові Рильському в Голосіївському парку в Києві (архітектор Олег Стукалов, 2003).
- надгробок Лідії Герасимчук на Байковому кладовищі в Києві (бронза, граніт, 1960).
- надгробок Зої Гайдай на Байковому кладовищі в Києві (граніт, архітектор Валентина Шевченко, 1967).
- надгробок Максимові Рильському на Байковому кладовищі в Києві (бронза, граніт, у співавторстві з Павлом Кальницьким, 1969).

## Зображення

Пам'ятник Максимові Рильському у Голосіївському парку в Києві
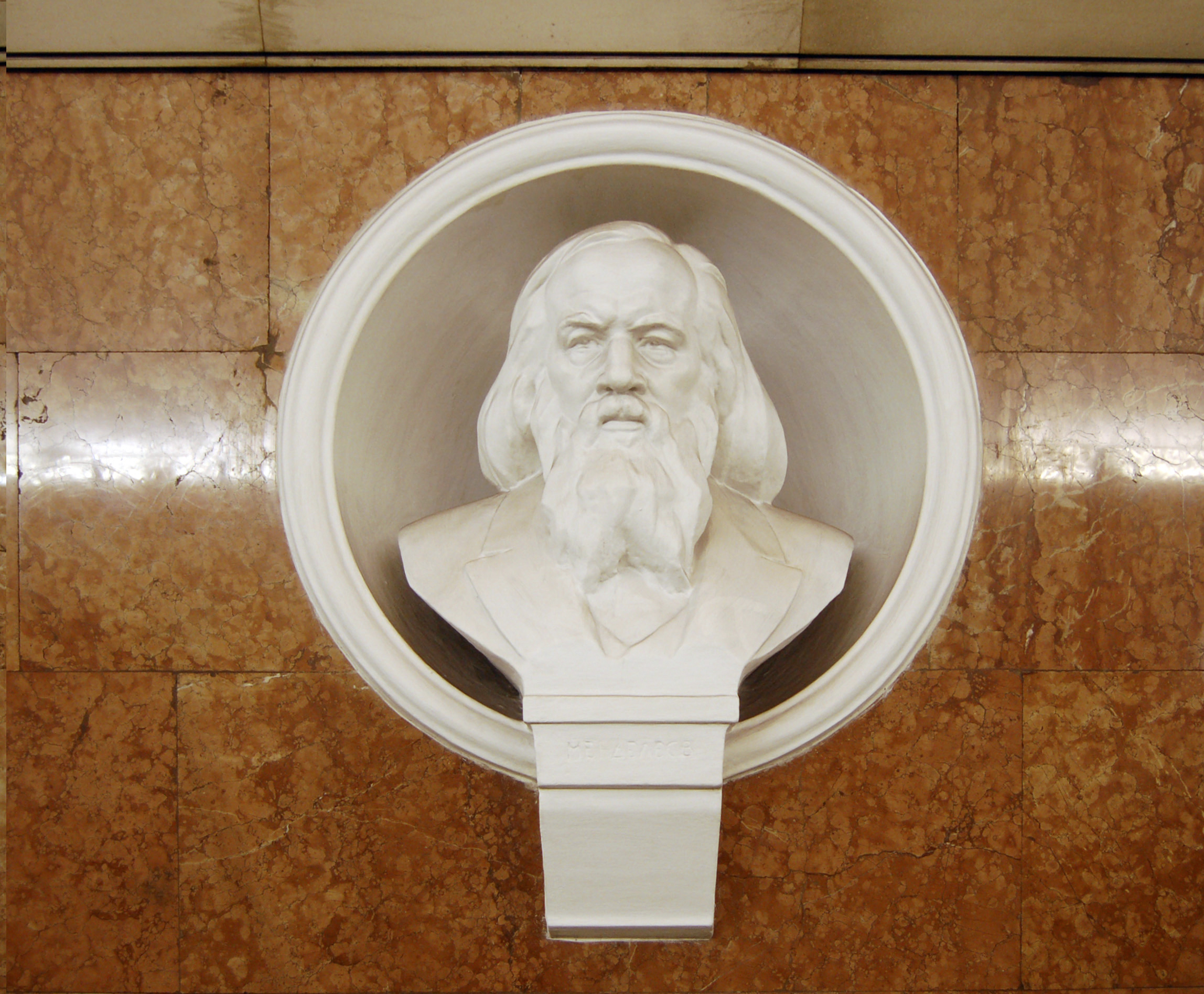
Погруддя Д. І. Менделєєва на станції метро «Університет»
Пам'ятник Василю Чапаєву в Лубнах
Надгробний пам'ятник балерині Лідії Герасимчук на Байковому кладовищі
Надгробний пам'ятник  Зої Гайдай на Байковому цвинтарі в Києві
Надгробний пам'ятник  Максима Рильського на Байковому кладовищі у Києві
Меморіальна дошка Максимові Рильському у Києві